# Synagoge (Hardheim)

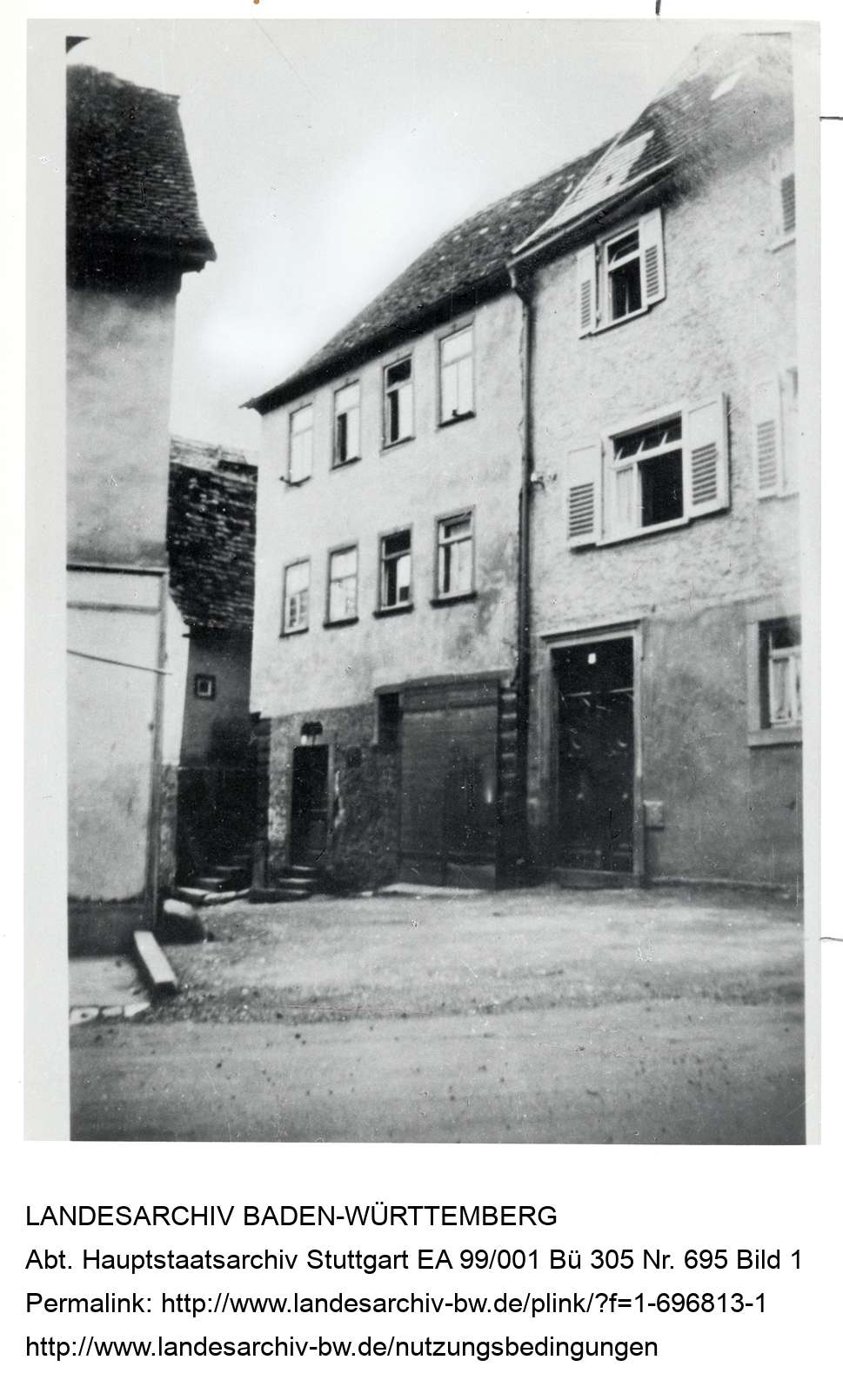
Die heute zum Wohnhaus umgebaute ehemalige Hardheimer Synagoge

Eine Synagoge in Hardheim im Neckar-Odenwald-Kreis in Baden-Württemberg wurde erstmals 1679 erwähnt. 1940 wurden die letzten Hardheimer Juden deportiert, die vormalige Synagoge zum Wohnhaus umgebaut.

## Geschichte
Eine Synagoge kommt erstmals 1679 in der Hardheimer Geschichte vor. Damals hatte ein Jude, welcher aus dem Mainzer Gebiet verwiesen worden war, in Hardheim Unterschlupf gefunden. Da dieses Asyl allerdings illegal war, musste die Synagoge in Hardheim zunächst einmal geschlossen werden. Im Jahre 1707 erfährt man von der Hardheimer Geschichte, dass die Juden keine neue Synagoge einrichten dürfen, aber die alte erweitern dürfen. Im 19. Jahrhundert befand sich die Synagoge in Hardheim in dem 1805 erbauten Gebäude in der Inselgasse 2, diese Straße nannte man auch lange Zeit Judengasse. Um das Jahr 1880 lebten bis zu 160 Personen in der jüdischen Gemeinde Hardheim. Ein Augenzeuge der Zeit beschrieb die Synagoge als einen dreistöckigen Bau. Im ersten Stock befand sich das Schulzimmer, im zweiten Stock befand sich eine Schlafraum sowohl für Männer als auch für Frauen. In die Synagoge haben weder gemischter Chorgesang noch Orgel Eingang gefunden, stattdessen fand der täglich vorschriftsmäßige Gottesdienst mit Minjan statt.
Die Synagoge in Hardheim war ein einfaches Bauwerk, welches keine prachtvolle Erscheinung hatte. Auch von innen war die Synagoge eher schlicht eingerichtet. 
In Hardheim selbst stand hinter der Synagoge ein Männer- und ein Frauenverein. Im Übrigen gab es auch einen eigenen Synagogenrat in Hardheim, welcher dem von Mosbach untergeordnet war. Im Jahre 1940 wurde die Synagoge zu einem Wohnhaus umgebaut. Anfang des 20. Jahrhunderts hatte es Pläne für den Neubau der Synagoge gegeben, diese Pläne wurden allerdings nie umgesetzt.